# Jake McIntyre

a Compétitions nationales et continentales officielles uniquement.

b Matchs officiels uniquement.
Dernière mise à jour le 29 octobre 2023.
Jake McIntyre, né le 28 avril 1994 à Alstonville, est un joueur australien de rugby à XV, jouant principalement au poste de demi d'ouverture. Il évolue avec l'USA Perpignan en Top 14 depuis 2022.

## Biographie

### Les débuts
Jake McIntyre commence le rugby en 2011 avec l'équipe australienne des Schoolboys. L'année suivante, il rejoint l'équipe de Sunnybank Rugby dans le Queensland. Ses performances lui ouvrent les portes de la sélection australienne des moins de 20 ans avec qui il participe à la coupe du monde des moins de 20 ans 2013 en France et la  coupe du monde des moins de 20 ans 2014 en Nouvelle-Zélande.

### Brisbane City (2014-2016) et Queensland Reds (2015-2017)
En 2014, il rejoint Brisbane City avec qui il remporte la saison inaugurale du National Rugby Championship (NRC). Par la suite, il signe un contrat dans l'élite du rugby australien, le Super Rugby avec les Queensland Reds en 2015. Il fait ses débuts dans le Super Rugby le 15 mai 2015 face aux Melbourne Rebels et il inscrit un essai lors de ce match. Il commence sa saison aussi tard en raison d'une blessure au genou qui l'a privé du début de la saison. 
Entre 2014 et 2017, il dispute 23 matchs de Super Rugby et 26 matchs de NRC.

### SU Agen (2017-2019)
En juillet 2017, il rejoint le Top 14 en s'engageant pour deux saisons avec le SU Agen. Il dispute son premier match le 26 août 2017 lors de la 1re journée de championnat en tant que titulaire face au Montpellier Hérault rugby. Il inscrit son premier essai en Top 14 lors de la 5e journée de championnat face à la Section paloise. Il termine la saison 2017-2018 de Top 14 avec 21 matchs disputés, 2 essais et 181 points marqués et termine sixième meilleur réalisateur de la saison. Lors de la saison 2018-2019 de Top 14, il dispute 24 matchs, inscrit 3 essais et 143 points marqués et termine dixième meilleur réalisateur de la saison.

### ASM Clermont (2019-2020)
En janvier 2019, en fin de contrat avec Agen en juin 2019, il s'engage pour deux saisons avec l'ASM Clermont Auvergne. Il fait ses débuts lors de la 1re journée de la saison 2019-2020 de Top 14 en tant que titulaire face au Stade rochelais. Jusqu'en février 2020, il dispute 16 matchs de Top 14 et inscrit 109 points, faisant de lui le septième meilleur réalisateur de la saison, avant l'arrêt définitif de la saison en raison de la pandémie de Covid-19.
Durant cette saison, il dispute également 4 matchs de Champions Cup et inscrit un essai le 15 décembre 2019 face à Bath Rugby en match de poule.

### Western Force (2021-2022)
Souhaitant pouvoir être sélectionnable avec l'équipe d'Australie, Jake McIntyre quitte ASM Clermont un an avant la fin de son contrat et retourne dans son pays natal en s'engageant avec la Western Force en novembre 2020. Il fait ses débuts le 19 février 2021 lors de la 1re journée du Super Rugby AU face aux Brumbies (défaite 11 à 27). Il dispute 5 matchs dans cette première partie de la saison 2021 du Super Rugby. Par la suite, il dispute 3 matchs du Super Rugby Trans-Tasman.
Lors de la saison 2022 du Super Rugby, il dispute 13 matchs de championnat et inscrit 3 essais, le premier le 20 février 2022 face aux Brumbies, puis deux essais le 24 mai 2022 face au Moana Pasifika.

### USA Perpignan (depuis 2022)
Jake McIntyre, il revient en Top 14 en s'engageant en mars 2022 pour trois saisons avec l'USA Perpignan. Il commence la saison 2022-2023 de Top 14 lors de la 1re journée face à la Section paloise. Durant cette saison, il dispute 19 matchs de Top 14 et inscrit 4 essais. Il joue aussi un match de Challenge Cup face aux Glasgow Warriors contre qui il inscrit un essai.
Lors de la saison 2023-2024, il est le premier capitaine de la saison lors de la 1re journée de Top 14 face au Stade français Paris. Le 25 octobre 2023, il prolonge son contrat pour deux saisons supplémentaires.

## Statistiques
| Saison                     | Saison                     | Championnat              | Championnat | Championnat | Championnat | Championnat | Championnat | Championnat | Coupes d'Europe    | Coupes d'Europe | Coupes d'Europe | Coupes d'Europe | Coupes d'Europe | Coupes d'Europe | Coupes d'Europe |
| Saison                     | Saison                     | Compétition              | M           | Pts         | Ess.        | Pén.        | Tr.         | Dp.         | Compétition        | M               | Pts             | Ess.            | Pén.            | Tr.             | Dp.             |
| -------------------------- | -------------------------- | ------------------------ | ----------- | ----------- | ----------- | ----------- | ----------- | ----------- | ------------------ | --------------- | --------------- | --------------- | --------------- | --------------- | --------------- |
| 2014-2015                  | Brisbane City              | NRC                      |             |             |             |             |             |             |                    |                 |                 |                 |                 |                 |                 |
| 2015                       | Queensland Reds            | Super Rugby              | 3           | 5           | 1           | -           | -           | -           |                    |                 |                 |                 |                 |                 |                 |
| 2015-2016                  | Brisbane City              | NRC                      |             |             |             |             |             |             |                    |                 |                 |                 |                 |                 |                 |
| 2016                       | Queensland Reds            | Super Rugby              | 13          | 85          | 2           | 14          | 15          | 1           |                    |                 |                 |                 |                 |                 |                 |
| 2016-2017                  | Brisbane City              | NRC                      |             |             |             |             |             |             |                    |                 |                 |                 |                 |                 |                 |
| 2017                       | Queensland Reds            | Super Rugby              | 7           | 12          | -           | 2           | 3           | -           |                    |                 |                 |                 |                 |                 |                 |
| Sous-total Brisbane City   | Sous-total Brisbane City   | NRC                      |             |             |             |             |             |             |                    |                 |                 |                 |                 |                 |                 |
| Sous-total Queensland Reds | Sous-total Queensland Reds | Super Rugby              | 23          | 102         | 3           | 16          | 18          | 1           |                    |                 |                 |                 |                 |                 |                 |
| 2017-2018                  | SU Agen                    | Top 14                   | 21          | 181         | 2           | 35          | 33          | -           | Challenge européen | -               | -               | -               | -               | -               | -               |
| 2018-2019                  | SU Agen                    | Top 14                   | 24          | 143         | 3           | 34          | 13          | -           | Challenge européen | 3               | 12              | -               | 2               | 3               | -               |
| Sous-total SU Agen         | Sous-total SU Agen         | Top 14                   | 45          | 324         | 5           | 69          | 46          | -           | Challenge européen | 3               | 12              | -               | 2               | 3               | -               |
| 2019-2020                  | ASM Clermont               | Top 14                   | 16          | 109         | 1           | 26          | 13          | -           | Champions Cup      | 4               | 5               | 1               | -               | -               | -               |
| Sous-total ASM Clermont    | Sous-total ASM Clermont    | Top 14                   | 16          | 109         | 1           | 26          | 13          | -           | Champions Cup      | 4               | 5               | 1               | -               | -               | -               |
| 2021                       | Western Force              | Super Rugby AU           | 5           | 21          | -           | 5           | 3           | -           |                    |                 |                 |                 |                 |                 |                 |
| 2021                       | Western Force              | Super Rugby Trans-Tasman | 3           | -           | -           | -           | -           | -           |                    |                 |                 |                 |                 |                 |                 |
| 2022                       | Western Force              | Super Rugby              | 13          | 19          | 3           | -           | 2           | -           |                    |                 |                 |                 |                 |                 |                 |
| Sous-total Western Force   | Sous-total Western Force   | Super Rugby AU           | 5           | 21          | -           | 5           | 3           | -           |                    |                 |                 |                 |                 |                 |                 |
| Sous-total Western Force   | Sous-total Western Force   | Super Rugby Trans-Tasman | 3           | -           | -           | -           | -           | -           |                    |                 |                 |                 |                 |                 |                 |
| Sous-total Western Force   | Sous-total Western Force   | Super Rugby              | 13          | 19          | 3           | -           | 2           | -           |                    |                 |                 |                 |                 |                 |                 |
| 2022-2023                  | USA Perpignan              | Top 14                   | 19          | 74          | 4           | 8           | 15          | -           | Challenge Cup      | 1               | 5               | 1               | -               | -               | -               |
| 2023-2024                  | USA Perpignan              | Top 14                   | 20          | 63          | 4           | 5           | 14          | -           | Challenge Cup      | 1               | 3               | -               | 1               | -               | -               |
| Sous-total USA Perpignan   | Sous-total USA Perpignan   | Top 14                   | 39          | 137         | 8           | 9           | 16          | -           | Challenge Cup      | 2               | 8               | 1               | 1               | -               | -               |

(Mise à jour le 29 octobre 2023)

## Palmarès
- Vainqueur du NRC en 2014 et 2015 avec Brisbane City.